# ディスラプトーム
ディスラプトーム（disruptome）とは、遺伝子の破壊を指す生物学の用語。"disrupt"と「網羅的解析」の意味である〜tomeをつなげて作られた単語。
比較的容易に作製できる出芽酵母の遺伝子破壊株を用いた解析のほか、ショウジョウバエ由来樹立細胞に対してsiRNAを導入し、RNAiによる遺伝子のノックダウン実験が行われている。
例えば、自身の身体ないし心に、劣等的感情を持つ親が子孫を残す際、こちらの技術が用いられるケースが見られる。